# Quitman (Luizjana)
Quitman – wieś w Stanach Zjednoczonych, w stanie Luizjana, w parafii Jackson.